# Зарудянська Мальвіна Аркадіївна
Зарудянська Мальвіна Аркадіївна (нар. 18 грудня 1951, Київ) — піаністка, музично-громадська діячка, педагог. Заслужений діяч мистецтв України (2008).

## Життєпис
Закінчила Київське музичне училище ім. Р. М. Глієра (1971, клас Лідії Шур) та  Київську державну консерваторію ім. П. І. Чайковського (1976, клас Ази Рощиної). Від 1975 року працює у Київській муніципальній академії музики ім. Р. М. Глієра: завідувачка денним відділенням (1985—1990), заступник директора з навчально-педагогічної роботи, від 2008 року — проректор з науково-педагогічної, творчої роботи та міжнародної діяльності. Від 1995 року — директор по роботі з журі Міжнародного конкурсу молодих піаністів пам'яті Володимира Горовиця (Київ).
Ініціатор проведення фестивалю мистецтв «Шевченківський березень» (від 1996) та низки довгострокових творчих проєктів КМАМ ім. Р. М. Глієра.
В репертуарі піаністки — твори Й. С. Баха, Й. Гайдна, В. А. Моцарта, Л. Бетховена, Ф. Шопена, Р. Шумана, Ф. Ліста, П. Чайковського, Д. Шостаковича, В. Косенка, Б. Лятошинського, Л. Ревуцького, І. Шамо, А. Штогаренка. Виступала у фортепіанному дуеті з Лідією Ковтюх.
Член журі багатьох міжнародних і національних конкурсів. Проводить майстер-класи в Україні, США, Франції. Серед учнів — Л. Шаповалов, М. Єрецька, А. Ємець, М. Кирилова, Т.Фалькович, О.Серединська, І.Задависвічко, М. Калугіна, С. Павлов, П. Борозинець, Н. Саковська, С. Пеца-Ославська, М. Слупська, Є. Логвиновський, С. Дубій, Г. Павлов.
Співавторка посібника «Методика гри на фортепіано» (К., 1990). Автор і розробник ексклюзивної системи практичної діяльності студентів КМАМ ім. Р. М. Глієра.